# Alcalde
L'alcalde, alcaide o àlcade (femminile: alcaldesa), era un'istituzione di origine musulmana, con funzioni amministrative e giudiziarie, introdotta nei regni di León e di Castiglia nell'XI secolo e generalizzata poi in Spagna e nelle sue colonie. Il titolo deriva dall'arabo al-qadi, che significa giudice.

## Storia
Nel 1812, la nuova costituzione spagnola introdusse la separazione delle funzioni giudiziarie da quelle amministrative e, da allora, il termine fu utilizzato per indicare esclusivamente il capo dell'amministrazione comunale, equivalente al sindaco in Italia.
Con quest'ultimo significato, oltre che in Spagna, il termine è usato in molti paesi di lingua spagnola, ma anche negli Stati Uniti, ad esempio a San Francisco, in California, che ha fatto parte dell'impero coloniale spagnolo dal XV fino al XIX secolo.
La parola alcalde fa parte dell'uso corrente nella lingua spagnola e può indicare sia un sindaco che il direttore di un penitenziario, mentre si può usare il femminile alcaldesa anche per riferirsi alla moglie di un alcalde.
Il titolo è stato utilizzato anche in Sardegna, durante la dominazione spagnola, con la variante alcaide proveniente anch'essa dalla parola araba al-qadi. Nell'isola si chiamava alcaide il comandante di una torre di avvistamento costiera e questo titolo rimase tale anche dopo il 1720, quando la Sardegna passò sotto il dominio piemontese.
In Portogallo, alcaide è stato il governatore di una città fortificata.

## Uso odierno

### Argentina
In Argentina, il capo dell'amministrazione nelle grandi città invece di "alcalde" viene denominato "intendiente".

### Spagna
In Spagna, si denomina alcalde la persona che presiede un ayuntamiento o una corporación municipal, ovvero l'organo amministrativo di un municipio, analogo alla giunta comunale dei comuni italiani.